# Lucas Senoner
Lucas Senoner (Bolzano, 15 gennaio 1983) è un ex sciatore alpino italiano.

## Biografia

### Stagioni 1999-2004
Nato a Bolzano ma residente a Santa Cristina Valgardena, era specialista delle prove tecniche. Iniziò a prendere parte a gare FIS nel dicembre del 1998 ed esordì in Coppa Europa il 15 dicembre 2001 a Pozza di Fassa, senza qualificarsi per la seconda manche dello slalom speciale. Nel marzo del 2003 conquistò due medaglie ai Mondiali juniores del Briançonnais: bronzo nello slalom speciale e argento nella combinata.
Esordì in Coppa del Mondo nella stagione 2003-2004. Il 21 dicembre 2003 prese infatti parte allo slalom gigante dell'Alta Badia, in cui però non si qualificò per la seconda manche. Il 1º marzo 2004 a Kranjska Gora ottenne la sua prima vittoria, nonché primo podio, in Coppa Europa, in slalom speciale; bissò il risultato pochi giorni dopo in Sierra Nevada.

### Stagioni 2005-2009
Il 19 dicembre 2004, ancora in slalom gigante in Alte Badia, conquistò i primi punti in Coppa del Mondo, quando riuscì a ottenere il 15º posto. Il prosieguo della sua carriera non portò risultati significativi: i suoi migliori piazzamenti nel massimo circuito internazionale furono  infatti due tredicesimi posti: il primo nello slalom speciale di Flachau del 22 dicembre 2004, il secondo nello slalom gigante di Kranjska Gora del 26 febbraio 2005.
In carriera non prese parte né a rassegne olimpiche né iridate e smise di gareggiare nell'aprile del 2009.

## Palmarès

### Mondiali juniores
- 2 medaglie:
  - 1 argento (combinata a Briançonnais 2003)
  - 1 bronzo (slalom speciale a Briançonnais 2003)

### Coppa del Mondo
- Miglior piazzamento in classifica generale: 73º nel 2005

### Coppa Europa
- Miglior piazzamento in classifica generale: 11º nel 2004
- 2 podi (entrambi in slalom speciale):
  - 2 vittorie

#### Coppa Europa - vittorie
| Data          | Località      | Paese    | Specialità |
| ------------- | ------------- | -------- | ---------- |
| 1º marzo 2004 | Kranjska Gora | Slovenia | SL         |
| 8 marzo 2004  | Sierra Nevada | Spagna   | SL         |

Legenda:

SL = slalom speciale

### Campionati italiani
- 3 medaglie[1]:
  - 2 ori (slalom speciale nel 2007; slalom speciale nel 2008)
  - 1 bronzo (combinata nel 2003)